# Ammothea gordonae
Ammothea gordonae is een zeespin uit de familie Ammotheidae. De soort behoort tot het geslacht Ammothea. Ammothea gordonae werd in 1994 voor het eerst wetenschappelijk beschreven door Child. 